# چابک‌سوار

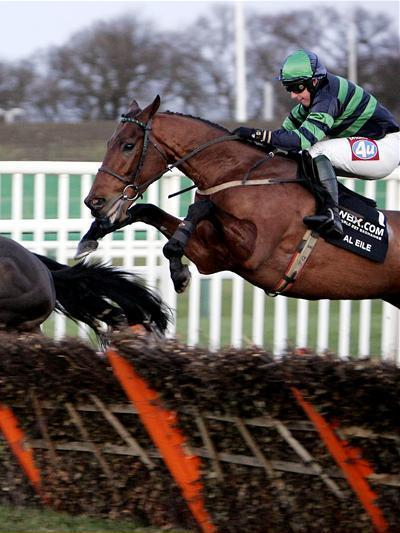
یک چابک‌سوار در مسابقه پرش از مانع.

چابک‌سوار یا جاکی (به انگلیسی: Jockey) سوارکاری حرفه‌ای است که در مسابقه اسب دوانی یا پرش از مانع سوارکاری می‌کند. این کلمه می‌تواند به معنی سوارکار شتر در مسابقه شتر دوانی نیز بکار رود. 
تاریخچه چابک سواری در ایران به سده پنجم هجری شمسی و قبل تر از آن برمی‌گردد ، به طوری که کلمه چابک سوار به طور مشهود در اشعار گنجوی دیده می‌شود 

## خصوصیات فیزیکی

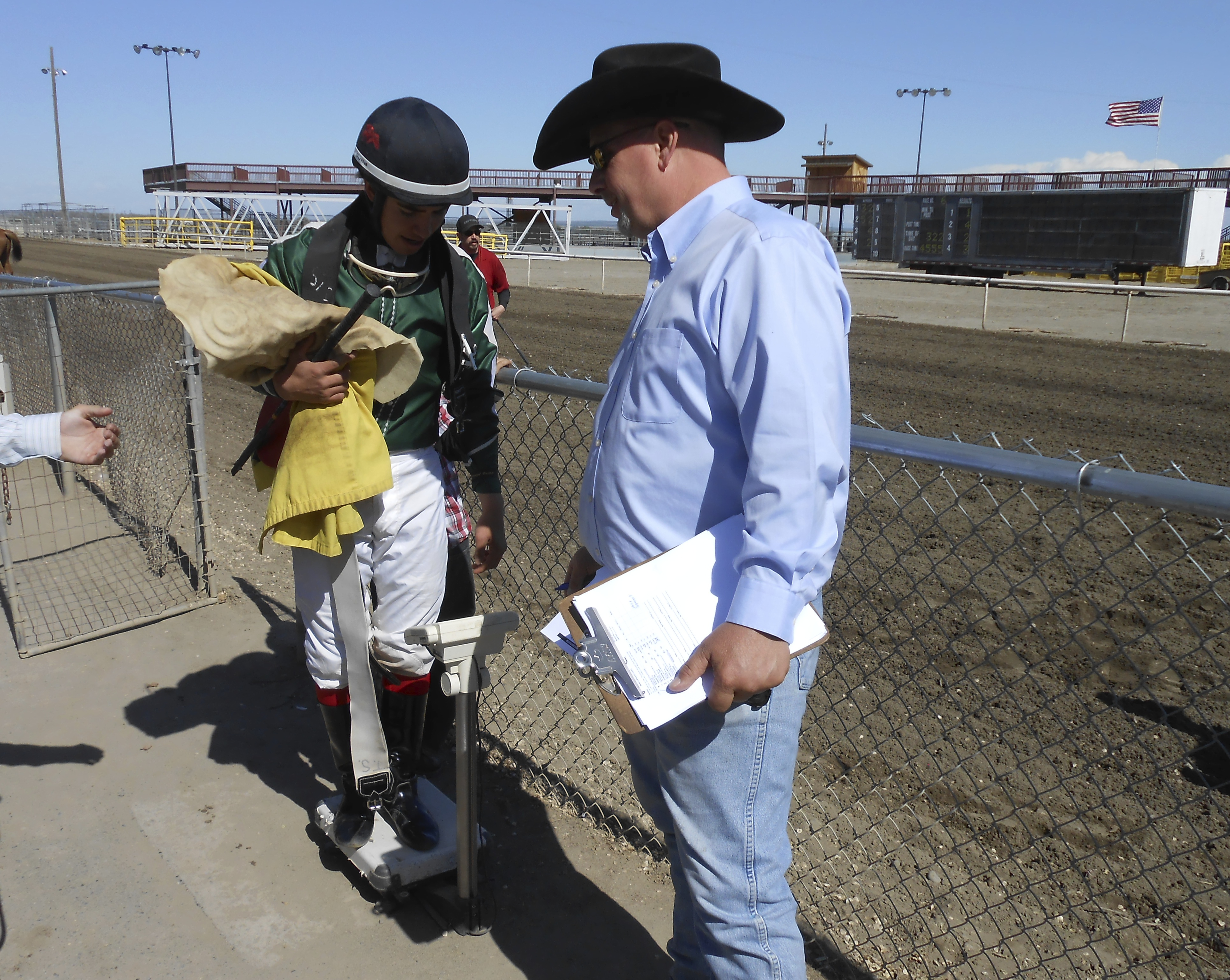
اندازه‌گیری وزن یک سوارکار

برخلاف سن چابك‌سواران كه هيچ محدوديتي ندارد، وزن آنها با محدوديت مواجه است. در رقابت‌هاي كورس همه سواركاران بايد هموزن هم باشند؛ این وزن ثابت 52 كيلوگرم بوده و اگر سوارکاری کمتر از این مقدار وزن داشته باشد، به همان ميزان سرب در زين اسب جاسازي مي‌كنند. 
اگرچه هیچ محدودیتی برای قد سوارکاران وجود ندارد اما آن‌ها معمولاً باتوجه به محدودیت‌های وزن، قد کوتاه هستند. قد چابک سواران معمولاً بین ۱۴۷ تا ۱۶۸ سانتی‌متر است.

## خطرات

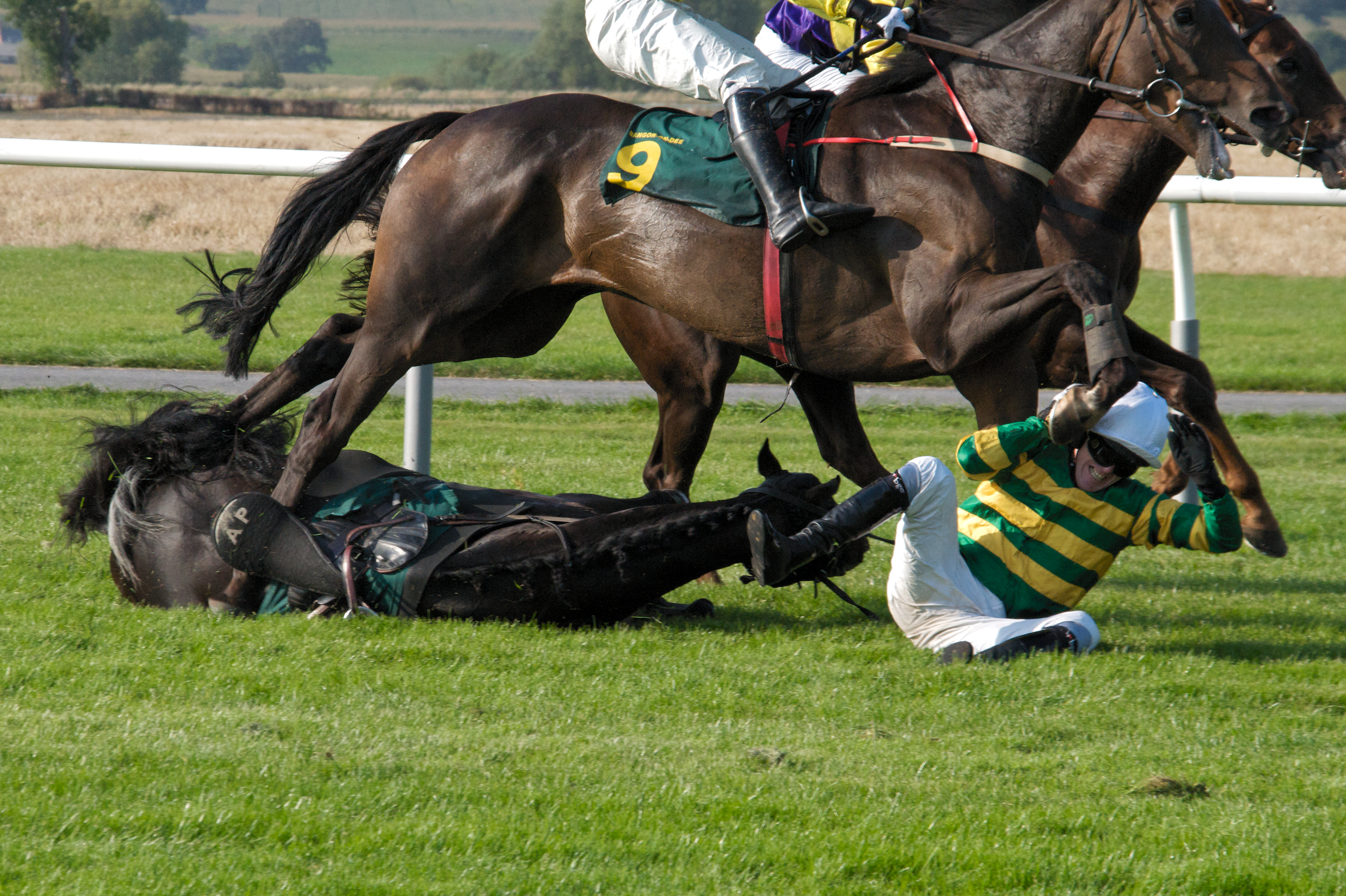
زمین‌خوردن یک چابک‌سوار.

چابک سواران ممکن است متحمل آسیب‌های دائمی و حتی مرگ آور شوند. عمده صدماتی که سوارکاران متحمل می‌شوند عبارتند از شکستگی استخوان، آرتروز و فلج کامل. بین سال‌های ۱۹۹۳ تا ۱۹۹۶، ۶٬۵۴۵ تصادف رخ داد. بین سال‌های ۲۰۰۲ تا ۲۰۰۶، ۵ مرگ و ۸۶۱ آسیب جدی ثبت شد.
اختلالات خوردن (مانند بی اشتهایی) نیز در میان سوارکاران بسیار شایع است زیرا فشار زیادی روی آن‌ها برای لاغر ماندن، مخصوصاً در مردان وجود دارد. در رمان سی بیسکویت: قهرمان آمریکایی نیز به اختلالات خوردن سوارکاران در نیمه اول قرن بیستم اشاره شده.